# ピムス
ピムス（Pimm's）とは、カクテルの材料とされることを前提に開発された、混成酒のシリーズである。このピムスには、No.1からNo.6までが存在し、それぞれ成分が異なっている。しかし、いずれも炭酸飲料で割って飲むのが基本とされており、瓶のラベルにもその旨が書かれている。

## 概説
全てのピムスは、カクテルの材料とされることを前提に開発された混成酒であるため、「瓶詰めカクテルの元祖」などとも説明される例も見られる

。
ただし、どのピムスもカクテルの完成品というわけではない。中には氷を入れただけ、つまりオンザロックで飲む者もいるようだが

、あくまでピムスは、炭酸飲料などで割って飲むのが基本であって、それ用に濃い味付けがなされているため、ストレートやオンザロックでの飲用には向かない

。
なお、ピムスを割るために用いるミキサー

としては、レモネード

、ジンジャー・エール

、炭酸水

、その他の無色透明な炭酸飲料

、ホッピーといった飲料が用いられる。これらのミキサーを使って、ロングドリンクを作って飲用するというのが、ピムスの一般的な飲み方である。なお、上記のようなミキサーに加えて、さらにレモンを輪切りにした物などをグラスに入れて飲む場合もある

。

## 種類
ピムスには、次の6種類が存在する。なお飲み方は、どれも既述の通りミキサーで割って飲むのが一般的である。
- ピムスNo.1 - ジン・スリングを作るための混成酒である。（なお、ピムスNo.1については後述する。）
- ピムスNo.2 - スコッチ・ウィスキーをベースとして作られた[1]、混成酒である。
- ピムスNo.3 - ブランデーをベースとして作られた[1]、混成酒である。
- ピムスNo.4 - ラムをベースとして作られた[1]、混成酒である。
- ピムスNo.5 - ライ・ウィスキーをベースとして作られた[1]、混成酒である。
- ピムスNo.6 - ウォッカをベースとして作られた[1]、混成酒である。

## 歴史

発明者のジェームス・ピム

ロンドン中心部のプルトリーで、オイスターバーを経営していたジェームス・ピム（James Pimm）が、バーの客に出していたジン・スリングを、ジェームス・ピムの後継者が家庭でも再現できるようにと1870年代に発売した混成酒が、現在のピムスの原型となっている

。
ジェームス・ピムは、バーにやってくる客のために、ジンをベース（基酒）としたカクテルを、何種類も作ってゆき、それらの中で、特に客から好評を博したのがジン・スリング

であった

。
彼のバーには、彼の作るジン・スリング目当てで来店する客が多数いたと言われている

。
そこで、ジェームス・ピムの後継者が、いわゆる「ジン・スリングの元」を瓶詰めにして、1870年代に販売を始めた

。
これが、今日のピムスNo.1の原型である。この商品を、当時のイギリスの陸軍と海軍の将校らが宣伝し、広めていった

。
そして、その後、No.2からNo.6まで発売されていったが、1995年現在においても、ピムスNo.1が、ピムスシリーズでは一番の人気となっている

。

## ピムスNo.1
元々のピムスNo.1は、既述の通り、基本的に炭酸飲料で割ることでジン・スリングを楽しめるようにと製造された混成酒である

。
1997年現在のピムスNo.1は、ロンドンで生産されたジンをベースとして作られている

。
これに、ヨーロッパで作られた数種のリキュール、ハーブ、スパイス、柑橘類のエキスなどを配合して製造されている

。
アルコール度数は、25度

。
エキス分は、8.6％

。